# Kingda Ka
Kingda Ka er en rutsjebane beliggende i  forlystelsesparken Six Flags Great Adventure i New Jersey, USA og åbnede 20. maj 2005. Rutsjebanen er bygget af det schweiziske firma Intamin Amusement Rides. Den er verdens højeste (139 meter) og var også verdens hurtigste (ca. 206 km/t), indtil Formula Rossa i Ferrari World overtog pladsen, da den blev bygget i november 2010. Kingda Ka accelerer fra 0 til 206 km/t på 3,5 sek., hvilket gør den til verdens andenhurtigste rutsjebane (Formula Rossa 240 km/t på 4,9 sekunder). Rutsjebanen anvender en hydralisk launch, som via otte 500 hk motorer trækker i stålkablet der er tilkoblet vogntoget. Således nås tophastigheden på 206 km/t på 3,5 sek, hvilket er hurtigere end accelerationen i en formel 1 bil.

## Rekorder
- Verdens højeste rutsjebane (139 meter)
- Verdens højeste drop på en rutsjebane (127,4 meter)
- Verdens 2. hurtigste rutsjebane (206 km/t) (verdens hurtigste maj 2005 - november 2010)